# استراتا اس‌ئی۱
استراتا اس‌ئی۱ (انگلیسی: Strata SE1) یک آسمان‌خراش در شهر لندن، انگلستان است.
این آسمان‌خراش که در منطقه سات‌ارک لندن قرار دارد در سال ۲۰۰۷ شروع به ساخت و در سال ۲۰۱۰ افتتاح شده است، این ساختمان دارای ۴۳ طبقه و ۱۴۸ متر ارتفاع می‌باشد.